# Diócesis del Callao
La diócesis del Callao (en latín: Dioecesis Callaënsis) es una circunscripción eclesiástica de la Iglesia católica en Perú. Se trata de una diócesis latina, sufragánea de la arquidiócesis de Lima. Desde el 17 de abril de 2021 su obispo es Luis Alberto Barrera Pacheco, de los combonianos.

## Territorio y organización
La diócesis tiene 147.85 km² y extiende su jurisdicción sobre los fieles católicos de rito latino residentes en la provincia constitucional del Callao.
La sede de la diócesis se encuentra en la ciudad del Callao, en donde se halla la Catedral de San José.
En 2023 en la diócesis existían 58 parroquias:
- Parroquia San Pablo-Virú
- Parroquia San Juan Macias
- Parroquia Inmaculada Concepción
- Parroquia Cristo de la Paz
- Parroquia Cristo Liberador (Urb. Previ - Callao)
- Parroquia Santa Rosa
- Parroquia Nuestra Señora de Lourdes
- Parroquia El Buen Pastor
- Parroquia Santa Teresita del Niño Jesús
- Parroquia San Martín y San Lorenzo
- Parroquia Nuestra Señora del Carmen (Santuario)
- Parroquia Jesús de Nazaret
- Parroquia María Madre del Redentor
- Parroquia Nuestra Señora del Rosario
- Parroquia Santa Ana
- Parroquia San Juan Bosco
- Parroquia San Agustín
- Parroquia San Francisco Javier
- Parroquia Sagrado Corazón de Jesús y María-Reinoso
- Parroquia Santa Mónica
- Santuario del Virgen del Carmen de la Legua

El seminario Diocesano "Corazón de Cristo" fue fundado en 1988 por Ricardo Durand Flórez para formar sacerdotes diocesanos para la Nueva Evangelización. Existe también el seminario diocesano misionero Redemptoris Mater y Juan Pablo II.

## Historia
La diócesis fue erigida el 29 de abril de 1967 mediante la bula Aptiorem Ecclesiarum del papa Pablo VI, obteniendo el territorio de la arquidiócesis de Lima.
El 10 de marzo de 1970, mediante el decreto Ad tutius consulendum de la Congregación para los Obispos, la diócesis se amplió, anexando el distrito de Ventanilla en la zona norte de la provincia del Callao, que pertenecía a la arquidiócesis de Lima.

## Estadísticas
Según el Anuario Pontificio 2024 la diócesis tenía a fines de 2023 un total de 1 324 000 fieles bautizados.
| Año                                                                             | Población            | Población | Población      | Sacerdotes | Sacerdotes    | Sacerdotes    | Bautizados por sacerdote | Diáconos permanentes | Religiosos | Religiosos | Parroquias |
| Año                                                                             | Bautizados católicos | Total     | % de católicos | Total      | Clero secular | Clero regular | Bautizados por sacerdote | Diáconos permanentes | Varones    | Mujeres    | Parroquias |
| ------------------------------------------------------------------------------- | -------------------- | --------- | -------------- | ---------- | ------------- | ------------- | ------------------------ | -------------------- | ---------- | ---------- | ---------- |
| 1970                                                                            | 285 000              | 350 000   | 81.4           | 47         | 10            | 37            | 6063                     |                      | 47         | 101        | 13         |
| 1976                                                                            | 316 000              | 321 231   | 98.4           | 19         | 19            |               | 16 631                   |                      | 40         | 98         | 15         |
| 1980                                                                            | 299 000              | 327 000   | 91.4           | 51         | 24            | 27            | 5862                     |                      | 59         | 95         | 18         |
| 1990                                                                            | 511 000              | 615 000   | 83.1           | 71         | 41            | 30            | 7197                     | 4                    | 70         | 124        | 36         |
| 1999                                                                            | 696 445              | 757 006   | 92.0           | 82         | 65            | 17            | 8493                     | 9                    | 90         | 155        | 43         |
| 2000                                                                            | 755 642              | 821 352   | 92.0           | 86         | 67            | 19            | 8786                     | 10                   | 86         | 185        | 45         |
| 2001                                                                            | 817 847              | 891 384   | 91.8           | 88         | 69            | 19            | 9293                     | 13                   | 92         | 185        | 46         |
| 2002                                                                            | 817 847              | 891 384   | 91.8           | 93         | 74            | 19            | 8794                     | 12                   | 87         | 185        | 46         |
| 2003                                                                            | 830 000              | 900 000   | 92.2           | 99         | 78            | 21            | 8383                     | 12                   | 54         | 112        | 46         |
| 2004                                                                            | 836 035              | 950 040   | 88.0           | 95         | 73            | 22            | 8800                     | 12                   | 71         | 157        | 46         |
| 2006                                                                            | 852 000              | 969 000   | 87.9           | 102        | 83            | 19            | 8352                     | 12                   | 62         | 188        | 47         |
| 2013                                                                            | 944 000              | 1 046 000 | 90.2           | 100        | 84            | 16            | 9440                     | 10                   | 33         | 202        | 53         |
| 2016                                                                            | 975 585              | 1 081 737 | 90.2           | 114        | 90            | 24            | 8557                     | 9                    | 64         | 179        | 56         |
| 2019                                                                            | 1 164 400            | 1 412 760 | 82.4           | 124        | 102           | 22            | 9390                     | 7                    | 40         | 162        | 56         |
| 2021                                                                            | 1 296 670            | 1 573 250 | 82.4           | 115        | 100           | 15            | 11 275                   | 7                    | 22         | 173        | 58         |
| 2023                                                                            | 1 324 000            | 1 606 460 | 82.4           | 119        | 101           | 18            | 11 126                   | 4                    | 27         | 182        | 58         |
| Fuente: Catholic-Hierarchy, que a su vez toma los datos del Anuario Pontificio. |                      |           |                |            |               |               |                          |                      |            |            |            |

## Episcopologio
- Eduardo Picher Peña † (3 de agosto de 1967-31 de mayo de 1971 nombrado arzobispo de Huancayo)
- Luis Vallejos Santoni † (20 de septiembre de 1971-14 de enero de 1975 nombrado arzobispo de Cuzco)
- Ricardo Durand Flórez, S.I. † (14 de enero de 1975-17 de agosto de 1995 retirado)
- Miguel Irizar Campos, C.P. † (17 de agosto de 1995 por sucesión-12 de diciembre de 2011 retirado)
- José Luis Del Palacio y Pérez-Medel (12 de diciembre de 2011-15 de abril de 2020 renunció)[nota 2]
- Luis Alberto Barrera Pacheco, M.C.C.I., desde el 17 de abril de 2021